# デボラ・カーラ・アンガー
デボラ・カーラ・アンガー（Deborah Kara Unger、1966年5月12日 - ）は、カナダの女優。

## 経歴
バンクーバー出身。両親共に学者である。
ヴィクトリア大学で経済学と哲学を学んでいたが、オーストラリアに移り、カナダ人としてははじめてオーストラリア国立演劇学院に入り、演技を学んだ。

## フィルモグラフィー

### 映画
- アンボンで何が裁かれたか Blood Oath （1990年）
- ゴールド・レイダース Till There Was You （1991年）
- 暗闇のささやき Whispers in the Dark （1992年）
- ハイランダー3/超戦士大決戦 Highlander III: The Sorcerer （1994年）
- 緊急病棟 State of Emergency （1994年）
- クラッシュ Crash （1996年）
- 孤独の絆 No Way Home （1996年）
- ブラック・メール/脅迫 Keys to Tulsa （1996年）
- ゲーム The Game （1997年）
- ペイバック Payback （1999年）
- 太陽の雫 Sunshine （1999年）
- ザ・ハリケーン The Hurricane （1999年）
- THE SALTON SEA ソルトン・シー The Salton Sea （2002年）
- 彼女の恋からわかること Ten Tiny Love Stories （2002年）
- 微笑みに出逢う街角 Between Strangers （2002年）
- レオポルド・ブルームへの手紙 Leo （2002年）
- サーティーン あの頃欲しかった愛のこと Thirteen （2003年）
- Fear X Fear X （2003年）
- 1.0 【ワン・ポイント・オー】 One Point O （2004年）
- ママの遺したラヴソング A Love Song for Bobby Long （2004年）
- サイレントノイズ White Noise （2005年）
- サイレントヒル Silent Hill （2007年）
- 88ミニッツ 88 Minutes （2007年）
- ボイスメール Messages Deleted （2009年）
- ザ・ウォール Walled In （2009年）
- ドライブ・ファースター Transparency （2010年）
- 星の旅人たち The Way （2010年）
- コンフィデンスマン/ある詐欺師の男 The Samaritan （2012年）
- ダークウォーター 〜奪われた水の真実〜 The Truth （2012年）
- サイレントヒル: リベレーション3D Silent Hill: Revelation 3D （2012年）
- クリムゾン The Hollow （2015年）
- Rehearsal （2015年）
- ヴェンジェンス Vengeance: A Love Story（2017年）

### テレビ
- デビッド・リンチの ホテル・ルーム Hotel Room （1993年）
- コンバット・ホスピタル 戦場救命 Combat Hospital （2011年）